# マールテン・ホッタイン

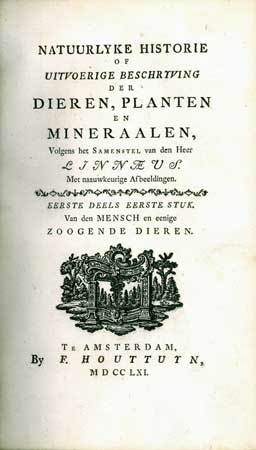
Natuurlijke Historieの表紙

マールテン・ホッタイン（Maarten Houttuyn もしくは Houttuijn、ラテン語表記 Martinus Houttuyn、1720年 - 1798年5月2日）は、オランダの医師、博物学者である。リンネの『自然の体系』に影響を受けて、37巻の博物書を出版した。

## 生涯
ホールンに出版業者の息子として生まれた。ライデン大学で医学を学び1749年に学位を得て、しばらくホールンで医者を務めた後アムステルダムに移った。1761年から1785年の間にわたって37巻の植物書、"Natuurlijke Historie of uitvoerige Beschrÿving der Dieren, Planten en Mineraalen, volgens het Samenstel van der Heer Linnaeus"（仮訳『リンネ氏の体系による動物、植物、鉱物の自然史』）を出版した。22,000ページで296の図版を含む大著で、リンネの『自然の体系』などの分類学の著書に基づいていた。
ドクダミ科のドクダミ属の学名(Houttuynia thunb.)はホッタインに献名されている。

## 著書
- Natuurlijke Historie of uitvoerige Beschrÿving der Dieren, Planten en Mineraalen, volgens het Samenstel van der Heer Linnaeus. 37 巻, Amsterdam 1761–1785.（概要の外部リンク ）